# Floudès
Floudès is een gemeente in het Franse departement Gironde (regio Nouvelle-Aquitaine) en telt 113 inwoners (2009). De plaats maakt deel uit van het arrondissement Langon.

## Geografie
De oppervlakte van Floudès bedraagt 3,7 km², de bevolkingsdichtheid is dus 30,5 inwoners per km².
De onderstaande kaart toont de ligging van Floudès met de belangrijkste infrastructuur en aangrenzende gemeenten.

## Demografie
Onderstaande figuur toont het verloop van het inwonertal (bron: INSEE-tellingen).